# ANeurisma (Chileense band)
ANeurisma (afgekort geschreven als AN) was een Chileense metalcoreband afkomstig uit Santiago.

## Biografie
De band werd opgericht in 2011 door Max Rodriguez, Felipe Alvarez, Diego Izquierdo en Francisco Izquierdo, die allen toentertijd niet ouder waren dan 15. Zij namen een zelf-getitelde demo/ep op, waarna ze op de festivals Aggrofest en Underfest te zien waren. In 2004 volgde met Síntomas het debuutalbum van de band.
In 2006 verliet Felipe Alvarez de band, om nieuwe mogelijkheden na te jagen. Hij werd vervangen door Christian Guzmán, met wie de band haar tweede ep, Renacer opnam. Een jaar later verliet hij de band echter weer, waarna Frank Millard en Alexis Ruiz werden aangesteld als vervanger. Ruiz zou de positie van leidende gitarist innemen, terwijl Millard de slaggitarist van dienst zou zijn. De positie van gitarist bleef een lastige, want deze kwam wederom vacant nadat Millard de band een jaar na toetreding alweer verliet. Hij werd vervangen door Pablo Salinas, met wie ze het album Camino de Reflexiones, dat eind 2008 uitkwam, opnamen.
In 2010 verliet ook Salinas de band; hij werd vervangen door Mauricio Rojas. In 2012 maakte d eband via Facebook bekend bezig te zijn met de opnames van een nieuw album, waarvan de release in de eerste helft van 2013 verwacht kon worden. De daadwerkelijke release van het album Ciclos was echter op 16 september.
In 2014 maakte de band bekend er na 13 jaar een punt achter te zetten. Na een afscheidstournee door Chili gaven ze op 1 november 2014 hun laatste concert in thuisstad Santiago.

## Bezetting
| Laatste line-up - Max Rodríguez – leidende vocalen (2001–2014) - Alexis Ruiz – leidende gitaar (2007–2014) - Mauricio Rojas – slaggitaar (2010–2014) - Diego Izquierdo – bas (2001–2014) - Francisco Izquierdo – drums (2001–2014) | Voormalige leden - Felipe Álvarez – slaggitaar, leidende gitaar (2001–2006) - Christian Guzmán – slaggitaar, leidende gitaar (2006–2007) - Frank Millard – slaggitaar (2007–2008) - Pablo Salinas – slaggitaar (2008–2010) |

Tijdlijn

## Discografie
Studioalbums
- 2004: Síntomas
- 2008: Camino de Reflexiones
- 2013: Ciclos

Ep's
- 2002: ANeurisma EP
- 2006: Renacer